# Список головних тренерів «Динамо» (Київ)

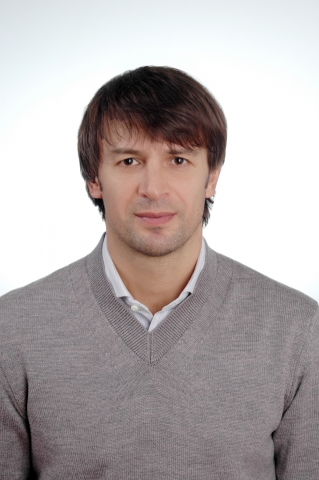
Олександр Шовковський — головний тренер Динамо (Київ)

Наведений список головних тренерів Динамо (Київ) з моменту заснування команди 1927 року. Загалом, за всю історію клуб тренувало 38 тренерів. Першим тренером клубу вважається Михайло (Мойсей) Товаровський. Разом з ним київське «Динамо» посіло друге місце в першому в історії чемпіонаті СРСР.
Першим тренером, який привів команду до виграшу трофею національного масштабу став Олег Ошенков (Кубок СРСР в 1954 році). Уперше «Динамо» стало чемпіоном Радянського Союзу під керівництвом В'ячеслава Соловйова (1961). На чолі з Віктором Масловим, київський клуб вперше виграв «золотий дубль» (1966), а також три роки поспіль (1966, 1967 та 1968) завоював золоті медалі вищої ліги СРСР. Найуспішнішим тренером в історії команди вважається Валерій Лобановський, який привів «Динамо» до 8 титулів чемпіона СРСР, 6 перемог у Кубку СРСР, а також виграшу двох Кубків володарів кубків (1975, 1986) та Суперкубку УЄФА (1975).
Чотири рази команду очолювали іноземці — росіяни Юрій Сьомін, Валерій Газзаєв, білорус Олександр Хацкевич і румун Мірча Луческу. Сьомін та Газзаєв (а також Микола Павлов) є єдиними головними тренерами київського «Динамо» з часів розпаду СРСР, котрі за команду не виступали як гравці.
Найчастіше на тренерську посаду приходив Йожеф Сабо (5 разів — уперше 1992 року, потім 1994, 1995, 2004 та 2007 року).

## Тренери

Перший головний тренер клубу Михайло Товаровський
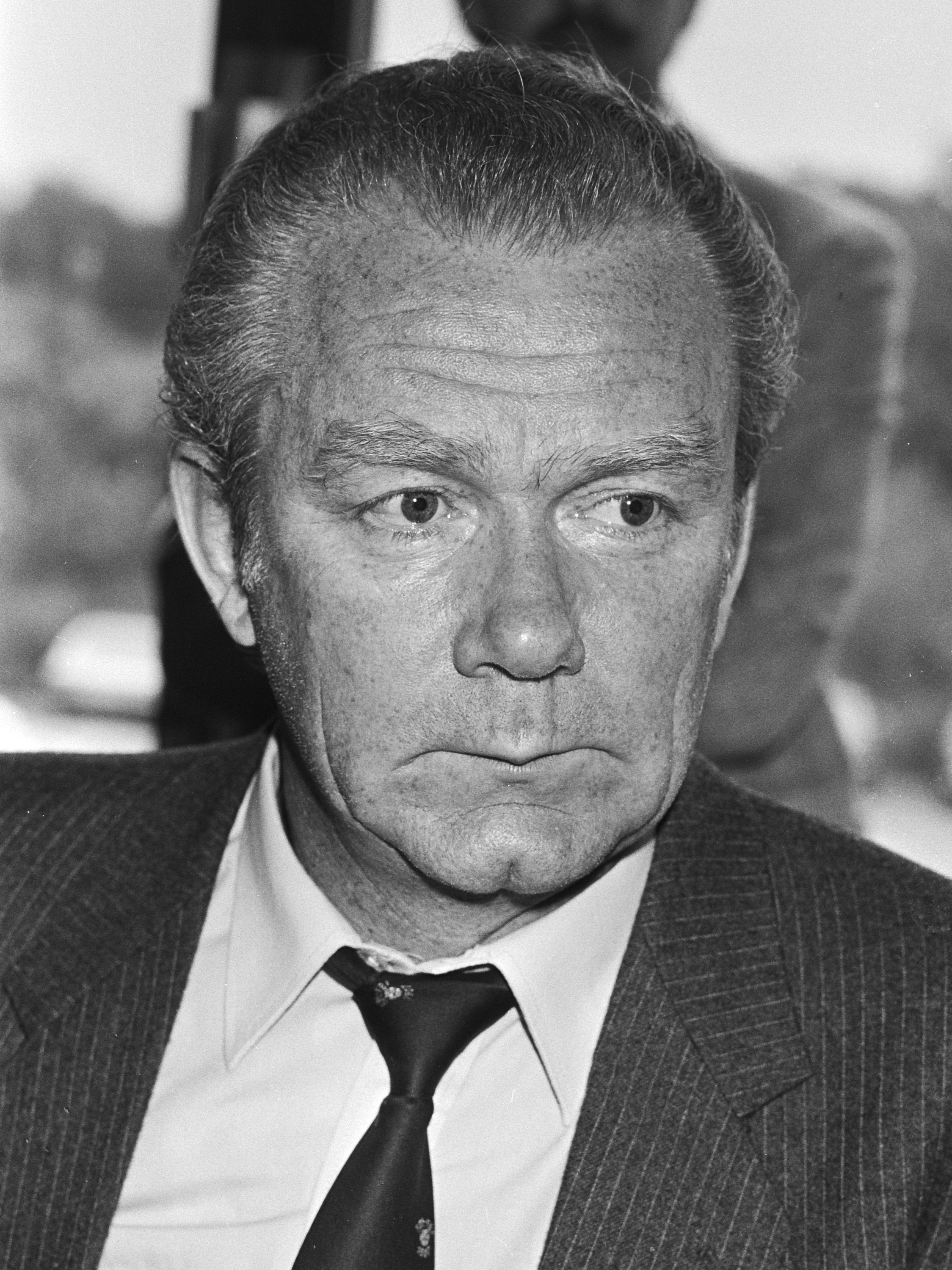
Валерій Лобановський вважається найуспішнішим тренером в історії клубу
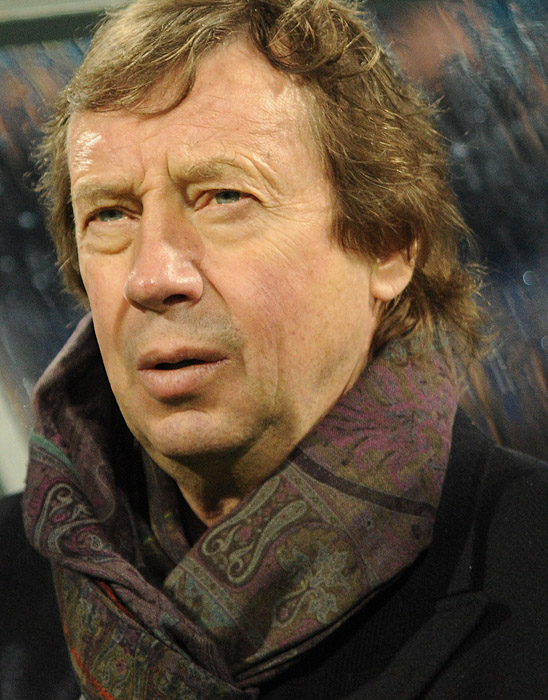
Перший іноземний тренер київського «Динамо» Юрій Сьомін

M = Матчів; В = Виграшів; Н = Нічиїх; П = Поразок; РГ = Різниця голів; * = Виконувач обов'язків; Чемпіонат, Кубок, Єврокубки = найкраще досягнення з клубом у турнірі
| Тренер                | Громадянство | Тренував з        | Тренував по       | M   | В   | Н  | П  | РГ      | Чемпіонат                              | Кубок                      | Єврокубки                                                                   | Примітки             |
| --------------------- | ------------ | ----------------- | ----------------- | --- | --- | -- | -- | ------- | -------------------------------------- | -------------------------- | --------------------------------------------------------------------------- | -------------------- |
| Михайло Товаровський  | СРСР         | 1936              | 1937              |     |     |    |    |         | 2 (1936, весна)                        | 1/32 фіналу (1936)         | Не проводились                                                              |                      |
| Володимир Фомін       | СРСР         | 1938              | 1938              |     |     |    |    |         | 4 (1938)                               | 1/16 фіналу (1938)         | Не проводились                                                              |                      |
| Михайло Печений       | СРСР         | 1939              | 1940              |     |     |    |    |         | 8 (1939, 1940)                         | 1/16 фіналу (1939)         | Не проводились                                                              |                      |
| Михайло Бутусов       | СРСР         | 1940              | 1941              |     |     |    |    |         | Не завершився через війну              | Не брав участі             | Не проводились                                                              |                      |
| Микола Махиня         | СРСР         | 1944              | 1945              |     |     |    |    |         | 11 (1945)                              | 1/16 фіналу (1945)         | Не проводились                                                              |                      |
| Лев Корчебоков        | СРСР         | 1945              | 1946              |     |     |    |    |         | Пішов до завершення                    | Пішов до завершення        | Не проводились                                                              |                      |
| Антон Ідзковський     | СРСР         | 1946              | 1946              |     |     |    |    |         | Пішов до завершення                    | Пішов до завершення        | Не проводились                                                              |                      |
| Борис Апухтін         | СРСР         | червень 1946      | 1946              |     |     |    |    |         | 12 (1946)                              | Півфінал (1946)            | Не проводились                                                              |                      |
| Михайло Бутусов       | СРСР         | 1947              | 1947              |     |     |    |    |         | 4 (1947)                               | 1/4 фіналу (1947)          | Не проводились                                                              |                      |
| Костянтин Щегоцький   | СРСР         | 1947              | 1947              |     |     |    |    |         | Пішов до завершення                    | Пішов до завершення        | Не проводились                                                              |                      |
| Михайло Сушков        | СРСР         | 1948              | 1948              |     |     |    |    |         | 10 (1948)                              | 1/4 фіналу (1948)          | Не проводились                                                              |                      |
| Михайло Окунь         | СРСР         | 1949              | 1949              |     |     |    |    |         | 7 (1949)                               | 1/8 фіналу (1949)          | Не проводились                                                              |                      |
| Євген Фокін           | СРСР         | 1950              | 1950              |     |     |    |    |         | 13 (1950)                              | 1/16 фіналу (1950)         | Не проводились                                                              |                      |
| Олег Ошенков          | СРСР         | 1951              | 1956              |     |     |    |    |         | 2 (1952)                               | Володар (1954)             | Клуби СРСР не брали участі                                                  |                      |
| Віктор Шиловський     | СРСР         | 1956              | 1958              |     |     |    |    |         | 6 (1957, 1958)                         | 1/8 фіналу (1957, 1958)    | Клуби СРСР не брали участі                                                  |                      |
| Олег Ошенков          | СРСР         | 1959              | 1959              |     |     |    |    |         | 7 (1959)                               | 1/16 фіналу (1959)         | Клуби СРСР не брали участі                                                  |                      |
| В'ячеслав Соловйов    | СРСР         | 1959              | 1962              |     |     |    |    |         | Чемпіон (1961)                         | 1/8 фіналу (1961, 1962)    | Клуби СРСР не брали участі                                                  |                      |
| Віктор Терентьєв      | СРСР         | 1963              | 1963              |     |     |    |    |         | Пішов до завершення                    | Пішов до завершення        | Клуби СРСР не брали участі                                                  |                      |
| Анатолій Зубрицький   | СРСР         | 1963              | 1963              |     |     |    |    |         | 9 (1963)                               | 1/8 фіналу (1963)          | Клуби СРСР не брали участі                                                  |                      |
| Віктор Маслов         | СРСР         | 1964              | 1970              |     |     |    |    |         | Чемпіон (1966, 1967, 1968)             | Володар (1964, 1966)       | КК: 1/4 фіналу (1966), КЄЧ: 1/8 фіналу (1968)                               |                      |
| Віктор Терентьєв      | СРСР         | 1970              | 1970              |     |     |    |    |         | 7 (1970)                               | Півфінал (1970)            | КЄЧ: 1/8 фіналу (1970)                                                      |                      |
| Олександр Севідов     | СРСР         | 1971              | 1973              |     |     |    |    |         | Чемпіон (1971)                         | Фіналіст (1973)            | КЄЧ: 1/4 фіналу (1973)                                                      |                      |
| Валерій Лобановський  | СРСР         | жовтень 1973      | 1982              |     |     |    |    |         | Чемпіон (1974, 1975, 1977, 1980, 1981) | Володар (1974, 1978, 1982  | КК: Володар (1975), КЄЧ: Півфінал (1977), КУЄФА: 1/8 фіналу (1974, 1980)    |                      |
| Юрій Морозов          | СРСР         | 1983              | 1984              |     |     |    |    |         | 7 (1983)                               | 1/4 фіналу (1983)          | КЄЧ: 1/4 фіналу (1983)                                                      |                      |
| Валерій Лобановський  | СРСР         | 1984              | 31 вересня 1990   |     |     |    |    |         | Чемпіон (1985, 1986, 1990)             | Володар (1985, 1987, 1990) | КК: Володар (1986), КЄЧ: Півфінал (1987), КУЄФА: 1/32 фіналу (1984)         | [ 1 ]                |
| Анатолій Пузач        | Україна      | 1 жовтня 1990     | 8 листопаду 1992  |     |     |    |    |         | 2 (1992)                               | 1/4 фіналу (1992)          | КУЄФА: 1/8 фіналу (1990), КК: 1/4 фіналу (1991), КЄЧ: Груповий раунд (1992) | [ 2 ]                |
| Йожеф Сабо            | Україна      | листопад 1992     | грудень 1992      | 4   | 3   | 1  | 0  | 8-2     | Пішов до завершення                    | Пішов до завершення        | Прийшов після завершення                                                    |                      |
| Михайло Фоменко       | Україна      | січень 1993       | грудень 1993      | 43  | 29  | 11 | 3  | 98-31   | Чемпіон (1993)                         | Володар (1993)             | ЛЧ: 1/16 фіналу (1994)                                                      |                      |
| Йожеф Сабо            | Україна      | січень 1994       | 7 грудня 1994     | 44  | 28  | 10 | 6  | 86-36   | Чемпіон (1994)                         | 1/8 фіналу (1994)          | ЛЧ: Груповий етап (1995)                                                    |                      |
| Володимир Онищенко    | Україна      | грудень 1994      | (?)11 квітня 1995 | 7   | 2   | 2  | 3  | 8-7     | Пішов до завершення                    | Пішов до завершення        | Прийшов після завершення                                                    | [ 3 ]                |
| Микола Павлов         | Україна      | (?)12 квітня 1995 | червень 1995      | 13  | 10  | 2  | 1  | 36-5    | Чемпіон (1995)                         | 1/4 фіналу (1995)          | Прийшов після завершення                                                    |                      |
| Йожеф Сабо            | Україна      | липень 1995       | грудень 1996      | 62  | 42  | 12 | 8  | 119-37  | Чемпіон (1996)                         | Володар (1996)             | ЛЧ: Груповий етап (1996)                                                    |                      |
| Валерій Лобановський  | Україна      | 1 січня 1997      | 13 травня 2002    | 237 | 170 | 39 | 28 | 548-165 | Чемпіон (1997, 1998, 1999, 2000, 2001) | Володар (1998, 1999, 2000) | ЛЧ: Півфінал (1999)                                                         | [ 4 ]                |
| Олексій Михайличенко  | Україна      | 13 травня 2002    | 11 серпня 2004    | 107 | 74  | 16 | 17 | 232-79  | Чемпіон (2003, 2004)                   | Володар (2003)             | ЛЧ: 1 груповий етап (2003, 2004), КУЄФА: 1/16 фіналу (2003)                 | [ 5 ] [ 6 ]          |
| Йожеф Сабо            | Україна      | 11 серпня 2004    | 16 червня 2005    | 42  | 31  | 6  | 5  | 82-22   | 2 (2005)                               | Володар (2005)             | ЛЧ: 1 груповий етап (2005), КУЄФА: 1/16 фіналу (2005)                       | [ 7 ]                |
| Леонід Буряк          | Україна      | 17 червня 2005    | 9 серпня 2005     | 8   | 4   | 3  | 1  | 18-7    | Пішов до завершення                    | Пішов до завершення        | ЛЧ: 2 кваліф. раунд (2006)                                                  | [ 8 ] [ 9 ]          |
| Анатолій Дем'яненко   | Україна      | 9 серпня 2005     | 20 вересня 2007   | 93  | 64  | 22 | 7  | 199-81  | Чемпіон (2007)                         | Володар (2006, 2007)       | ЛЧ: Груповий етап (2007,2008)                                               | [ 10 ]               |
| Йожеф Сабо*           | Україна      | 20 вересня 2007   | 4 листопада 2007  | 10  | 6   | 0  | 4  | 17-11   | Пішов до завершення                    | Пішов до завершення        | Пішов до завершення                                                         | [ 11 ]               |
| Олег Лужний*          | Україна      | 4 листопада 2007  | 8 грудня 2007     | 8   | 4   | 0  | 4  | 12-16   | Пішов до завершення                    | Пішов до завершення        | ЛЧ: Груповий етап (2008)                                                    | [ 12 ]               |
| Юрій Сьомін           | Росія        | 8 грудня 2007     | 26 травня 2009    | 68  | 48  | 11 | 9  | 145-52  | Чемпіон (2009)                         | Фіналіст (2008)            | КУЄФА: Півфінал (2009), ЛЧ: Груповий етап (2009)                            | [ 13 ] [ 14 ]        |
| Валерій Газзаєв       | Росія        | 26 травня 2009    | 1 жовтня 2010     | 58  | 36  | 12 | 10 | 101-46  | 2 (2010)                               | 1/4 фіналу (2010)          | ЛЧ: Груповий етап (2010)                                                    | [ 15 ] [ 16 ] [ 17 ] |
| Олег Лужний*          | Україна      | 1 жовтня 2010     | 22 грудня 2010    | 14  | 9   | 3  | 2  | 28-11   | Пішов до завершення                    | Пішов до завершення        | Пішов до завершення                                                         | [ 18 ]               |
| Юрій Сьомін           | Росія        | 22 грудня 2010    | 24 вересня 2012   | 75  | 49  | 13 | 13 | 136-58  | 2 (2011)                               | Фіналіст (2011)            | ЛЄ: 1/4 фіналу (2011), ЛЧ: груповий етап (2013)                             |                      |
| Олег Блохін           | Україна      | 25 вересня 2012   | 16 квітня 2014    | 65  | 35  | 12 | 18 | 121-70  | 3 (2013)                               | 1/16 фіналу (2013)         | ЛЄ: 1/16 фіналу (2013, 2014), ЛЧ: груповий етап (2013)                      |                      |
| Сергій Ребров         | Україна      | 17 квітня 2014    | 31 травня 2017    | 136 | 91  | 22 | 23 | 280-101 | Чемпіон (2015), (2016)                 | Володар (2014, 2015)       | ЛЄ: 1/4 фіналу (2015), ЛЧ: 1/8 фіналу (2016)                                | [ 19 ]               |
| Олександр Хацкевич    | Білорусь     | 2 червня 2017     | 14 серпня 2019    | 105 | 63  | 25 | 17 | 184-95  | 2 (2018, 2019)                         | Фіналіст (2019)            | ЛЧ: Плей-офф раунд (2020), ЛЄ: 1/8 фіналу (2019)                            | [ 20 ]               |
| Олексій Михайличенко  | Україна      | 15 серпня 2019    | 20 липня 2020     | 49  | 26  | 9  | 14 | 52-25   | 2 (2020)                               | Володар (2020)             | ЛЄ: Груповий етап (2020)                                                    |                      |
| Мірча Луческу         | Румунія      | 23 липня 2020     | 3 листопада 2023  | 43  | 28  | 8  | 7  | 79-35   | Чемпіон (2021)                         | Володар (2021)             | ЛЧ: Груповий етап (2021), ЛЄ: 1/8 фіналу (2021)                             |                      |
| Олександр Шовковський | Україна      | 3 листопада 2023  | даний час         |     |     |    |    |         | 2 (2024)                               | 1/8 фіналу (2024)          |                                                                             | [ 21 ]               |

## Виноски
1. ↑  Точна дата звільнення Онищенка та приходу Павлова невідома. Відомо, що 10 червня Онищенко ще значився як головний тренер команди під час матчу Кубку України проти «Таврії» 
(поразка 0:1), в той час як 14 червня, на матч чемпіонату України проти «Карпат» (перемога 3:0) команду виводив на матч уже Микола Павлов.
2. ↑  Фактично керував командою з листопаду 1996
3. ↑  Фактично керував командою з 8 травня 2002
4. ↑  У процесі
5. ↑  У процесі
6. ↑  У процесі